# Kvantemekanisk atommodel
Den kvantemekaniske atommodel eller kvantefysiske atommodel er grundlæggende baseret på Bohrs atommodel, men elektronerne og atomkernen beskrives som tredimensionelle stående bølger – tredimensionale sandsynlighedsfordelinger i stedet for punkter. Elektronernes sandsynlighedsfordeling bliver også benævnt "elektronskyer" eller orbitaler. 
Det var Erwin Schrödinger der fremsatte en formel for sandsynligheden for at finde elektronen forskellige steder rundt om atomkernen. Denne ligning hedder Schrödingers ligning og forklarer sandsynligheden for position af elektronen for forskellige tider.
Denne teori blev eftervist af dobbeltspalte-eksperiment fordi dette viste partikler, vi troede kun var punktformige, kunne lave interferens med sig selv. Hvis man sender fx en elektromagnetisk stråling igennem de to spalter i dobbeltspalte-eksperimentet, ville dette give et interferensmønster (skiftevis detektion og ikke detektion) fordi bølgerne vil neutralisere hinanden hvor bølgetop og bølgedal mødes, og for forstærke hinanden når to bølgetoppe eller bølgedale mødes. Hvorimod hvis det var partikler, ville man detekte to streger svarende til spalterne direkte bag spalterne fra kilen.